# Verger kuscheli
Verger kuscheli är en nattsländeart som först beskrevs av Schmid 1955.  Verger kuscheli ingår i släktet Verger och familjen husmasknattsländor. Inga underarter finns listade i Catalogue of Life.